# Oxycnemis gustis
Oxycnemis gustis là một loài bướm đêm trong họ Noctuidae.